# Friend Request (2016)
Friend Request is een Duitse thriller uit 2016 van Simon Verhoeven.
In Duitsland kwam de film uit onder de titel Unfriend, internationaal werd gekozen voor de titel Friend Request om verwarring met Unfriended uit 2014 te vermijden. Deze laatste kwam in Duitsland uit als Unknown User.

## Verhaal
Laura is populair op school en heel actief op sociale media, zo heeft ze meer dan 800 vrienden op Facebook. Ze krijgt een vriendschapsverzoek van Marina, hoewel ze haar niet kent twijfelt ze er niet aan haar toe te voegen. Geobsedeerd door het profiel van het onbekende meisje raakt ze langzaamaan verzeild in eenzaamheid. Haar vrienden sterven een voor een op een wrede manier en de tijd om het mysterie op te lossen en andere vrienden te sparen raakt snel op.

## Rolverdeling
| Acteur              | Personage |
| ------------------- | --------- |
| Alycia Debnam-Carey | Laura     |
| Brit Morgan         | Olivia    |
| William Moseley     | Tyler     |
| Connor Paolo        | Kobe      |
| Brooke Markham      | Isabel    |
| Sean Marquette      | Gustavo   |
| Liesl Ahlers        | Marina    |
| Susan Danford       | Caroline  |